# Leptosol

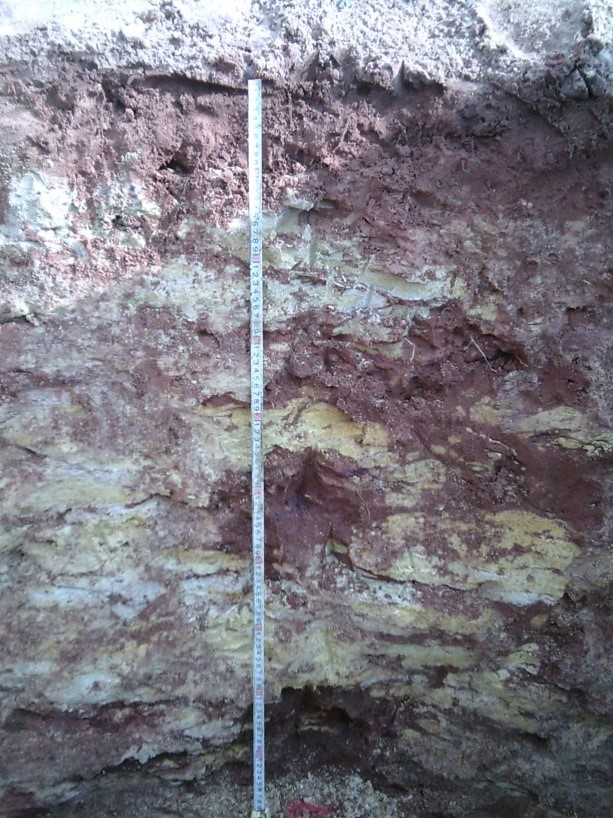
Lithic Leptosol in Agbe, Tigray, Ethiopië

Een Leptosol (in de World Reference Base for Soil Resources) is een zeer dunne bodem op vast gesteente, op gedeeltelijk verweerd kalkrijk materiaal of een diepere bodem met zeer veel stenen en grind. Leptosolen op kalksteen staan ook bekend als Rendzinas, Leptosolen op zuur gesteente als rankers. De minder dan 10 cm diepe Lithic Leptosols in berggebieden zijn de meest voorkomende Leptosolen op aarde.

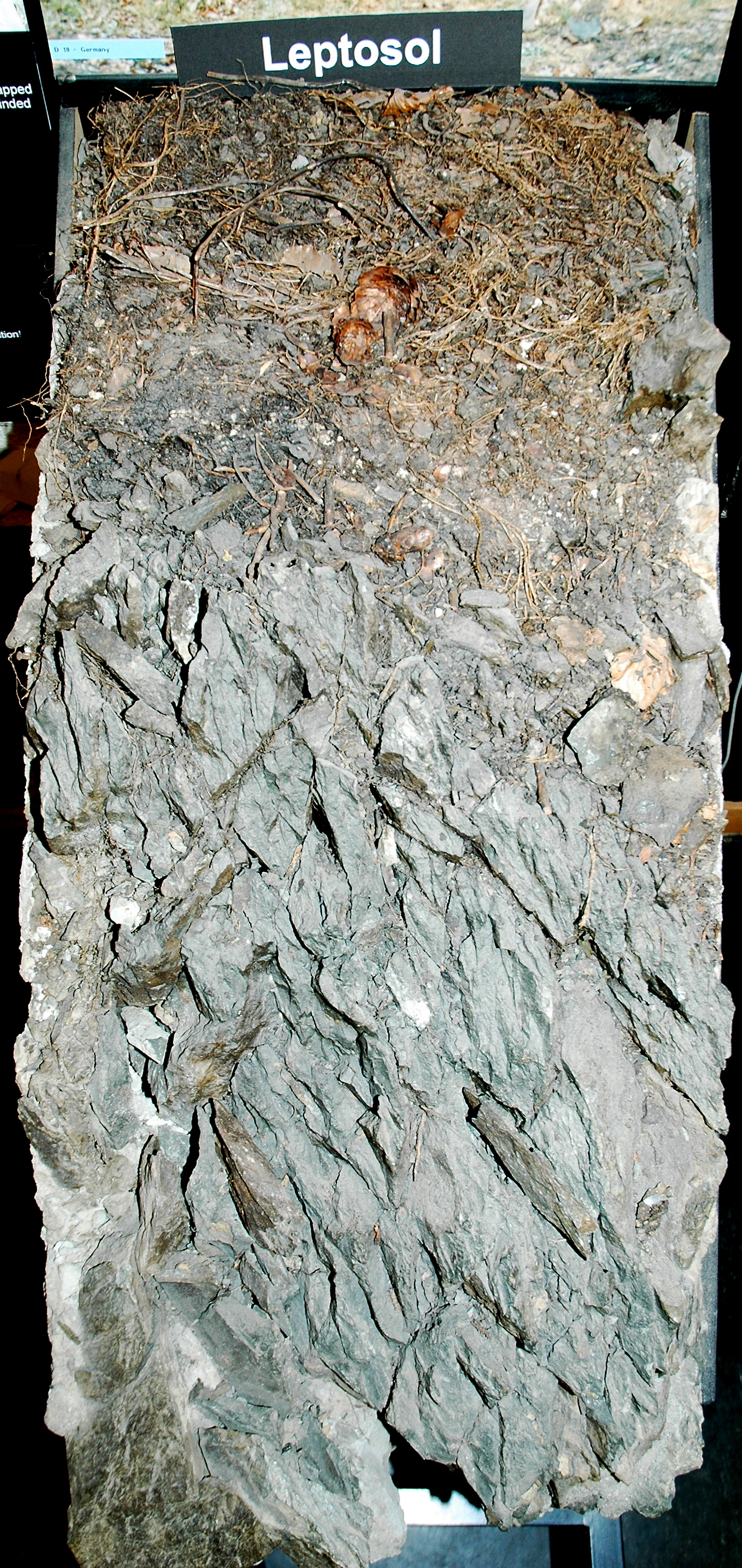
Leptosol (Duitsland)

Leptosols zijn voor landbouw onaantrekkelijk. Ze kunnen wel enige geschiktheid hebben voor boomgewassen en extensieve veeteelt. Deze gronden kunnen het best zijn begroeid met bos.
Leptosolen beslaan ongeveer 1655 miljoen hectare van het aardoppervlak. Ze komen in alle klimaatszones voor, en zijn het meest verspreid in berggebieden, met name in Azië en Zuid-Amerika, in de Sahara en het Arabisch Schiereiland, in het noorden van Canada en Alaska. Ook worden Leptosols overal gevonden op plaatsen waar door erosie de bovenste horizonten van de bodem is verdwenen.

## Literatuur

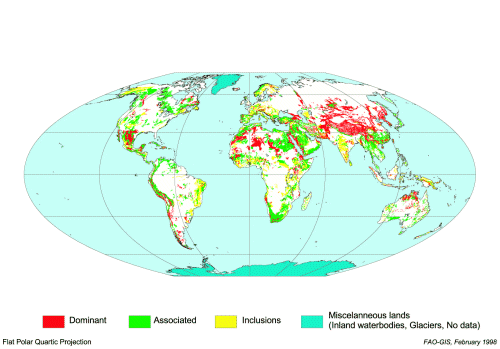
Voorkomen van Leptosolen